# Hendrik Cornelisz. Vroom

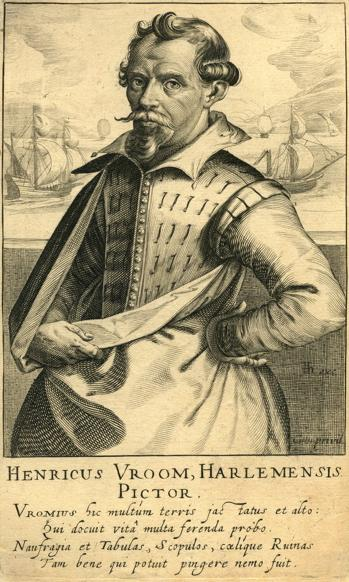
Hendrik Cornelisz. Vroom según Simon Frisius, 1610.

Hendrik Cornelisz. Vroom (Haarlem, ca. 1562-Haarlem, 1640)fue un pintor barroco holandés, especializado en marinas, género del que fue iniciador en las Provincias Unidas de los Países Bajos.

## Biografía
Formado en Delft como pintor de cerámica, tras viajar por los Países Bajos, hacia 1585 embarcó en Róterdam con destino a España. Según Karel van Mander lo hizo huyendo de su padrastro, ceramista como su padre, que trató de obligarlo a continuar ese oficio. Tras pasar por Sanlúcar de Barrameda y Sevilla, donde se colocó con un pintor holandés de baja reputación, llamado Pintemony o pintamonos, viajó a Italia; visitó Livorno y Florencia antes de llegar a Roma, donde encontró trabajo primero con un canónigo español. Allí, puesto que llegaba de España, se le conoció como lo Spagnolo.
Luego, y según Van Mander, trabajó durante dos años para el cardenal Fernando I de Médici al tiempo que recibió lecciones de Paul Bril. Con él viajó por Italia para visitar Venecia, Milán y Turín. Aquí conoció a Jan Kraek de quien fue alumno según Karel van Mander, que escribió una biografía fabulada del pintor, convertido en héroe de aventuras, posiblemente referidas por él mismo. En torno a 1587 pasó a Francia. De Marsella viajó a Aix-en-Provence, Lyon, París y Rouen. De allí a Haarlem donde se encontraba de regreso el 28 de diciembre de 1589 y contrajo matrimonio. Dos años después viajó a Gdansk con su esposa para visitar a su tío, el arquitecto Fredrik Hendriks Vroom, quien le instruyó en perspectiva y pintó un retablo para los jesuitas, no conservado. Van Mander cuenta que tras una breve estancia en Haarlem se embarcó de nuevo con intención de viajar a España, pero su barco naufragó en las costas de Portugal y fue socorrido por unos monjes que se convencieron de que no era un espía inglés gracias a las pinturas religiosas que llevaba y lo condujeron a Peniche. Durante algún tiempo sobrevivió en Lisboa y Setúbal gracias a su trabajo pintando las aventuras que acababa de vivir y que vendió a un gran señor. Nada de su trabajo en este tiempo se conserva, y, en cualquier caso, antes de finalizar 1591 se encontraba de nuevo en Haarlem, aunque por poco tiempo, pues en 1592 se ausentó de nuevo brevemente para viajar a Londres.
Establecido definitivamente en Haarlem en 1592, se consolidó como pintor de marinas y proporcionó diseños para tapices. Además recibió en su taller como aprendices a Aert Anthonisz. y Nicolaes de Kemp, pintores marinistas y continuadores de su estilo, como sus dos hijos, Cornelis Hendriksz. Vroom y Frederik. También lo habría sido Jan Porcellis, según la información proporcionada por Van Mander, extremo que no ha podido ser confirmado.

## Obra

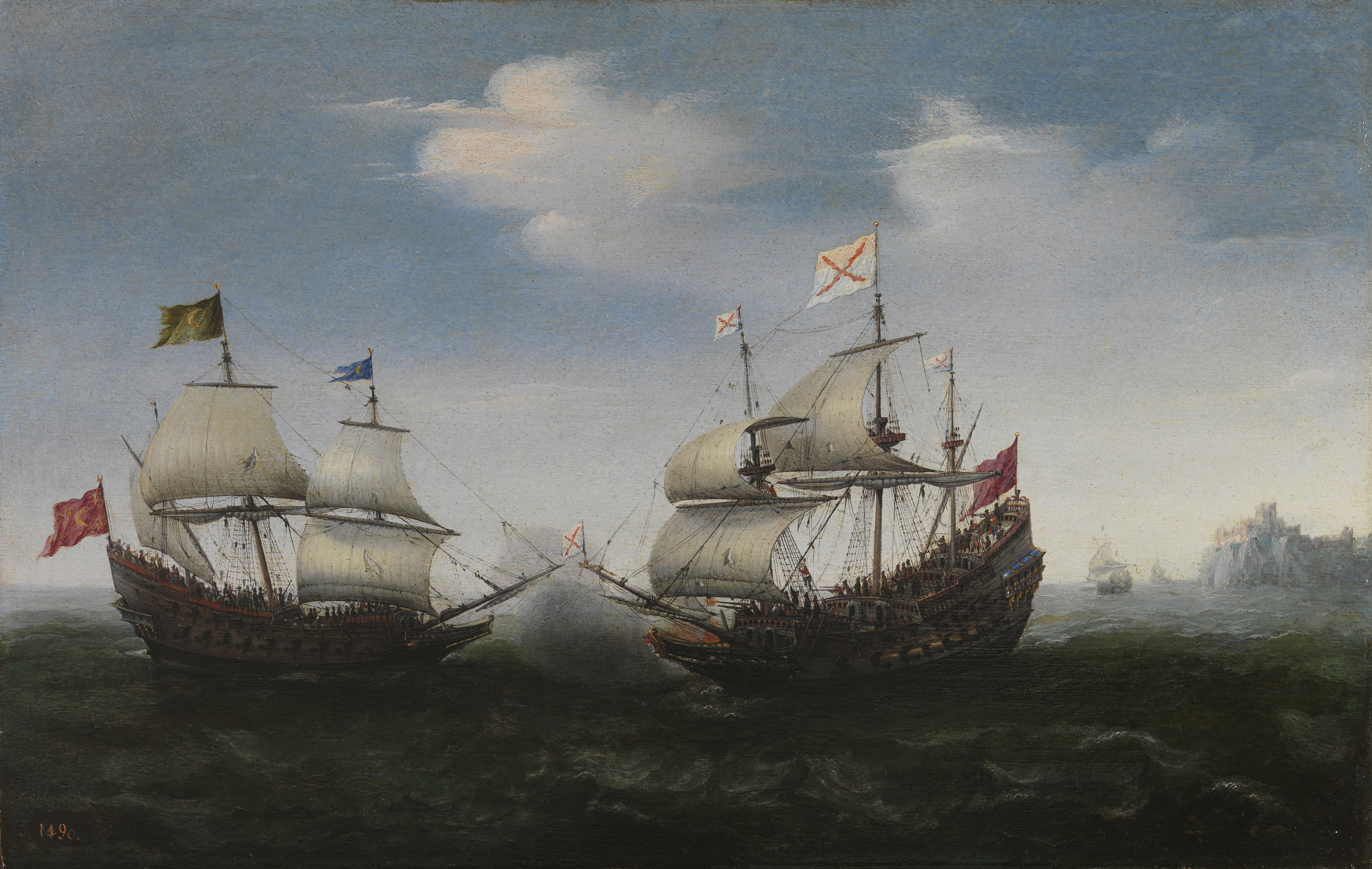
Combate naval frente a una costa rocosa, óleo sobre tabla, 37 x 58 cm, Madrid, Museo del Prado.

Fue, al parecer, el tiempo pasado con el cardenal Fernando de Médici el que orientó su actividad de forma preferente hacia la pintura de escenas marinas, a las que el cardenal era aficionado, y en su villa se conservan algunas obras de ese género que se le atribuyen. Pionero del género, en el momento en que en que Holanda se convertía en una potencia marítima, recreó en sus pinturas combates históricos y retrató, por encargo del almirantazgo, vistas de ciudades portuarias y barcos de guerra holandeses con sus amplios conocimientos de la equipación y construcción de los navíos.
Las marinas de Vroom se caracterizan por la ordenación del color en dos bandas, oscura la del primer término, creando el efecto de un mar agitado, e intensamente iluminada en la lejanía, donde se funden la desdibujada línea de costa y el cielo. En contraste, las naves, frecuentemente de guerra, se pintan con detallismo. Por otro lado, el punto de vista elevado de sus primeras obras, con el efecto de visión panorámica, de lo que podría ser ejemplo su representación de la Batalla de Gibraltar de 1607, primera victoria naval holandesa fuera de sus aguas sobre la flota española (hacia 1621, Ámsterdam, Rijksmuseum), acabó sustituyéndolo en obras más avanzadas por horizontes más bajos, con un punto de vista más natural. Fue también el primero en dibujar del natural pescadores en la orilla, ambientando sus escenas de costa.